# Laura Freigang
Laura Freigang (* 1. Februar 1998 in Kiel) ist eine deutsche Fußballspielerin. Sie spielt für den Bundesligisten Eintracht Frankfurt und ist Nationalspielerin.

## Karriere

### Vereine
Laura Freigang begann mit dem Fußballspielen beim FSV Oppenheim. Nach neun Jahren wechselte sie, bedingt durch den Umzug der Familie, im Jahr 2011 zu Holstein Kiel. In der Saison 2012/2013 kam sie zu ersten Einsätzen in dessen B-Juniorinnen-Mannschaft in der erstklassigen Bundesliga Nord/Nordost. Bereits bei ihrem Debüt am 3. November 2012 gegen die Auswahl von Werder Bremen erzielte sie zwei Tore. Ihr gelang ein weiterer Treffer bei insgesamt acht Saisoneinsätzen. In der folgenden Saison war Freigang fester Bestandteil des Teams und erzielte in 17 Bundesligaeinsätzen 15 Tore und damit die fünftmeisten der Staffel Nord/Nordost.
Nach drei Jahren in Kiel wechselte Freigang im Sommer 2014 zurück nach Rheinland-Pfalz, zum Regionalligisten TSV Schott Mainz. In ihrer ersten Saison erzielte sie in 18 Spielen 20 Tore und somit die drittmeisten in der Liga. Mit dem TSV Schott schaffte sie als ungeschlagener Meister den Aufstieg in die 2. Bundesliga. In der darauf folgenden Saison erzielte sie in 13 Zweitligaspielen vier Tore.
Ab August 2016 studierte Freigang mit einem Sportstipendium an der Pennsylvania State University und trat gleichzeitig für das Frauenfußballteam der Uni in der Big Ten Conference an. Freigang erzielte bereits im ersten Spiel der Saison ein Tor und wurde daraufhin als Freshman of the Week der Big Ten Conference ausgezeichnet.
Zur Saison 2018/19 wechselte sie zum Bundesligisten 1. FFC Frankfurt. Ihre erste Saison beendete sie mit Frankfurt auf Platz 5 und erzielte in 20 Spielen 10 Tore. In der zweiten Saison 2019/20 war sie mit 16 Toren in 22 Spielen zusammen mit zwei weiteren Spielerinnen drittbeste Torschützin der Liga und belegte mit Frankfurt Platz 6.
Im Juli 2020 wurde der 1. FFC Frankfurt in den Verein Eintracht Frankfurt integriert und bildet die Frauenfußballabteilung des Vereins. 2021 verlängerte sie ihren Vertrag vorzeitig bis 2025. In der Saison 2020/21 wurde sie mit 17 Treffern Zweite in der Torschützenliste hinter Nicole Billa. 2024 verlängerte sie ihren Vertrag vorzeitig bis 2027.

### Nationalmannschaft
Erste Einsätze im Nationaltrikot absolvierte Freigang 2013 in der U15-Nationalmannschaft. Für die U16-Auswahl erzielte sie in sieben Länderspielen vier Tore. Beim Nordic Cup der U16-Nationalmannschaften 2014 gelangen ihr zwei Treffer, dabei auch das Tor zum 2:0 beim Endspielsieg gegen die Auswahl Schwedens. Zur U17-Weltmeisterschaft 2014 in Costa Rica wurde sie erstmals in den Kader der U17-Nationalmannschaft berufen. Sie kam in zwei Gruppenspielen jeweils als Einwechselspielerin zum Einsatz. In den weiteren Spielen für die U17-Mannschaft gelangen ihr drei Tore.
2015 gab sie ihr Debüt in der U19-Nationalmannschaft, für die sie von 2015 bis 2017 an drei Europameisterschaften teilnahm. Sie erzielte dabei insgesamt zwei Tore und erreichte 2015 und 2017 jeweils das Halbfinale. Insgesamt absolvierte Freigang 24 Länderspiele für das U19-Team, in denen sie 16 Tore erzielte.
Für die U20-Nationalmannschaft bestritt Freigang im Oktober 2015 ihr erstes Spiel. 2016 und 2018 schied sie mit dem U20-Team jeweils im Viertelfinale der U20-Weltmeisterschaft aus, wobei ihr 2018 im Turnierverlauf zwei Tore gelangen. Für die U20-Mannschaft erzielte Freigang in 17 Länderspielen sieben Tore.

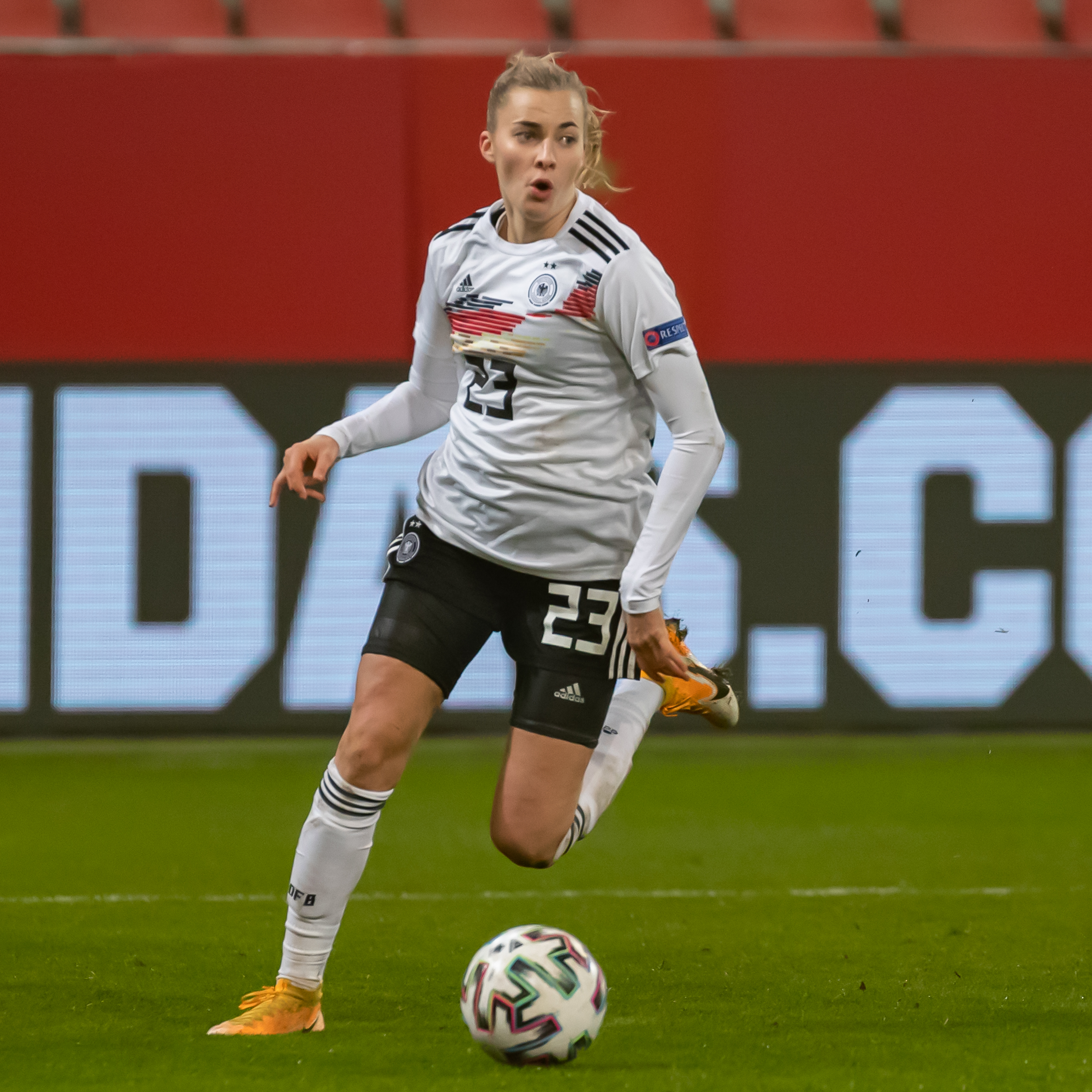
Laura Freigang (2020)

Am 7. März 2020 gab sie ihr Debüt in der A-Nationalmannschaft, als sie im Halbfinale des Algarve-Cups gegen Norwegen in der 73. Minute für Linda Dallmann eingewechselt wurde. Ihr erstes Länderspieltor erzielte sie am 22. September 2020 beim 3:0-Sieg im EM-Qualifikationsspiel gegen die Nationalmannschaft Montenegros mit dem Treffer zum 1:0 in der zweiten Minute. In ihrem dritten Länderspiel am 27. November 2020 gelang ihr beim 6:0-Sieg im EM-Qualifikationsspiel gegen Griechenland ein Hattrick.
Für die EM 2022 in England wurde sie von Bundestrainerin Martina Voss-Tecklenburg in den Kader berufen. Das deutsche Team erreichte das Finale, scheiterte aber an England und wurde Vizeeuropameister. Freigang kam bei einem Spiel zum Einsatz.
Für die WM 2023 wurde Freigang von Voss-Tecklenburg erneut in den Kader berufen und kam beim 6:0-Sieg gegen WM-Neuling Marokko zu einem siebenminütigen Kurzeinsatz, schied mit Deutschland jedoch noch in der Vorrunde aus.
Bei den Olympischen Sommerspielen 2024 in Paris holte sie mit der deutschen Nationalmannschaft Platz 3 und damit die Bronzemedaille. Dafür erhielten Freigang und die Mitglieder der deutschen Fußballnationalmannschaft am 4. November 2024 vom Bundespräsidenten das Silberne Lorbeerblatt.
Auch für die EM 2025 in der Schweiz wurde Laura Freigang von Bundestrainer Christian Wück in den Kader der deutschen Nationalmannschaft berufen, die im Halbfinale in der Verlängerung an Weltmeister Spanien scheiterte. Freigang wurde in den drei Vorrundenspielen zweimal ein- und einmal ausgewechselt.

## Persönliches
Freigang studierte von 2016 bis 2018 Kommunikationswissenschaften und später Psychologie an der Pennsylvania State University. Ab dem Wintersemester 2018/19 studierte sie Sportwissenschaften an der Goethe-Universität Frankfurt, hat das Studium aber nach fünf Semestern wieder aufgegeben.
Freigang ist ambitionierte Hobbyfotografin und fotografiert hauptsächlich analog. Neben einem Instagram-Kanal veröffentlichte sie Ende 2023 ein Fotobuch mit dem Titel „Kein Licht ohne Schatten“ über die WM 2023, wobei die limitierte Auflage auf ihrer Website bereits nach wenigen Minuten ausverkauft war. Ende 2024 erschien ein zweites Fotobuch unter dem Titel „Vom Gewinnen und Verlieren: Eine Saison mit der Frauen Nationalmannschaft“, in dem Freigang mit ihren Aufnahmen einen Blick hinter die Kulissen der DFB-Frauen während der gesamten Saison 2023/2024 bis hin zu den Olympischen Spielen in Paris gewährt.
Während der EM 2024 war sie zudem als Expertin im ZDF-Studio tätig.

## Erfolge
- Finalist Europameisterschaft 2022
- Olympische Bronzemedaille 2024
- Algarve-Cup-Sieger 2020 (kampflos)

## Auszeichnungen
- Preisträgerin der Fritz-Walter-Medaille 2015 (in Bronze)